# رايسن- هولتن
رايسن- هولتن Rijssen-Holten  هي بلدية ومدينة بمقاطعة أوفرآيسل بهولندا.

## طوبوغرافيا
خريطة طوبوغرافية هولندية لبلدية رايسن- هولتن، يونيو 2015، (تقرأ بعد ثلاث نقرات على الخريطة).

## توأمة
لرايسن- هولتن اتفاقيات توأمة مع كل من:
- شتاينفورت
- فينتربرغ

## أعلام
- إريك برامهار